# Hohe Karlsschule

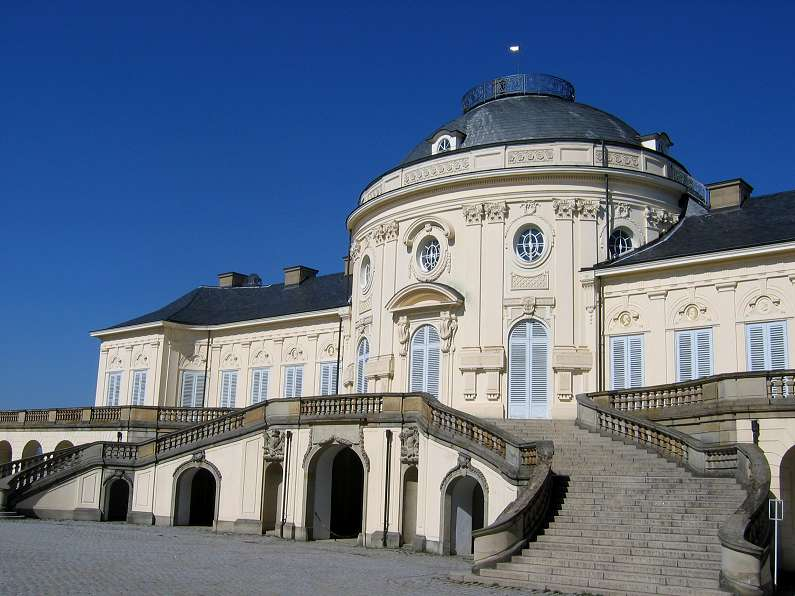
Schloss Solitude

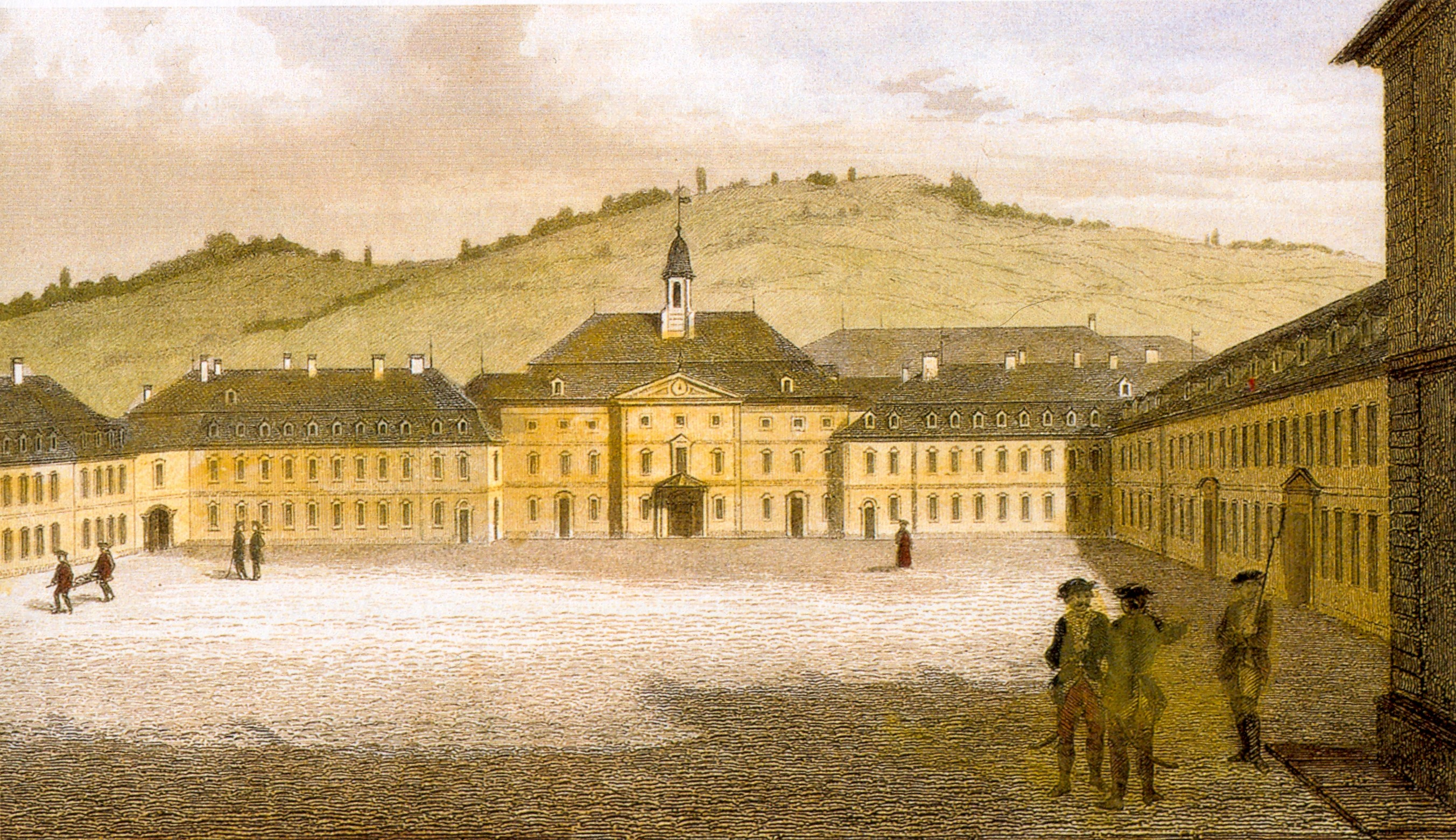
Hohe Karlsschule hinter dem Neuen Schloss

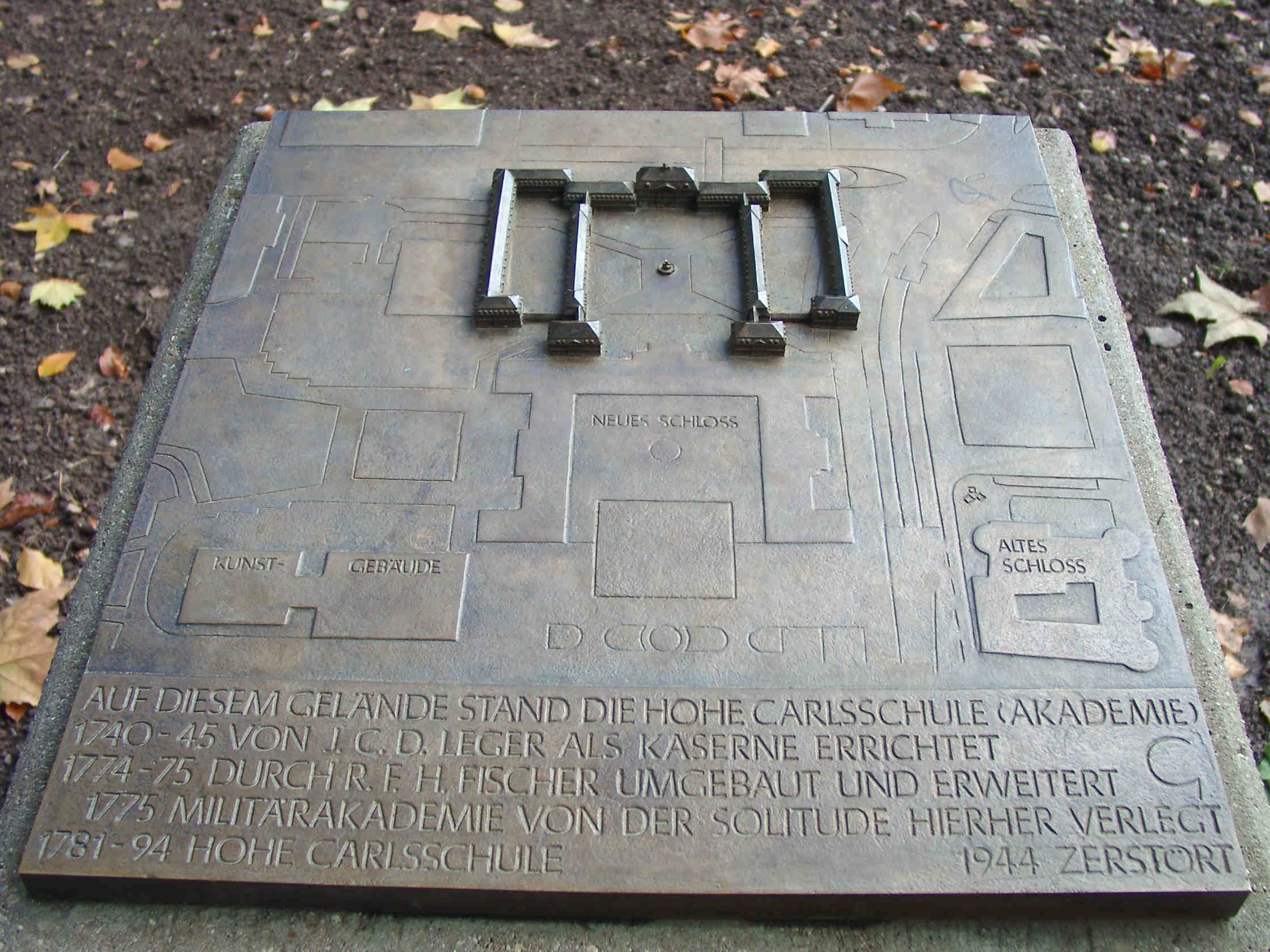
Modell neben dem Akademiebrunnen

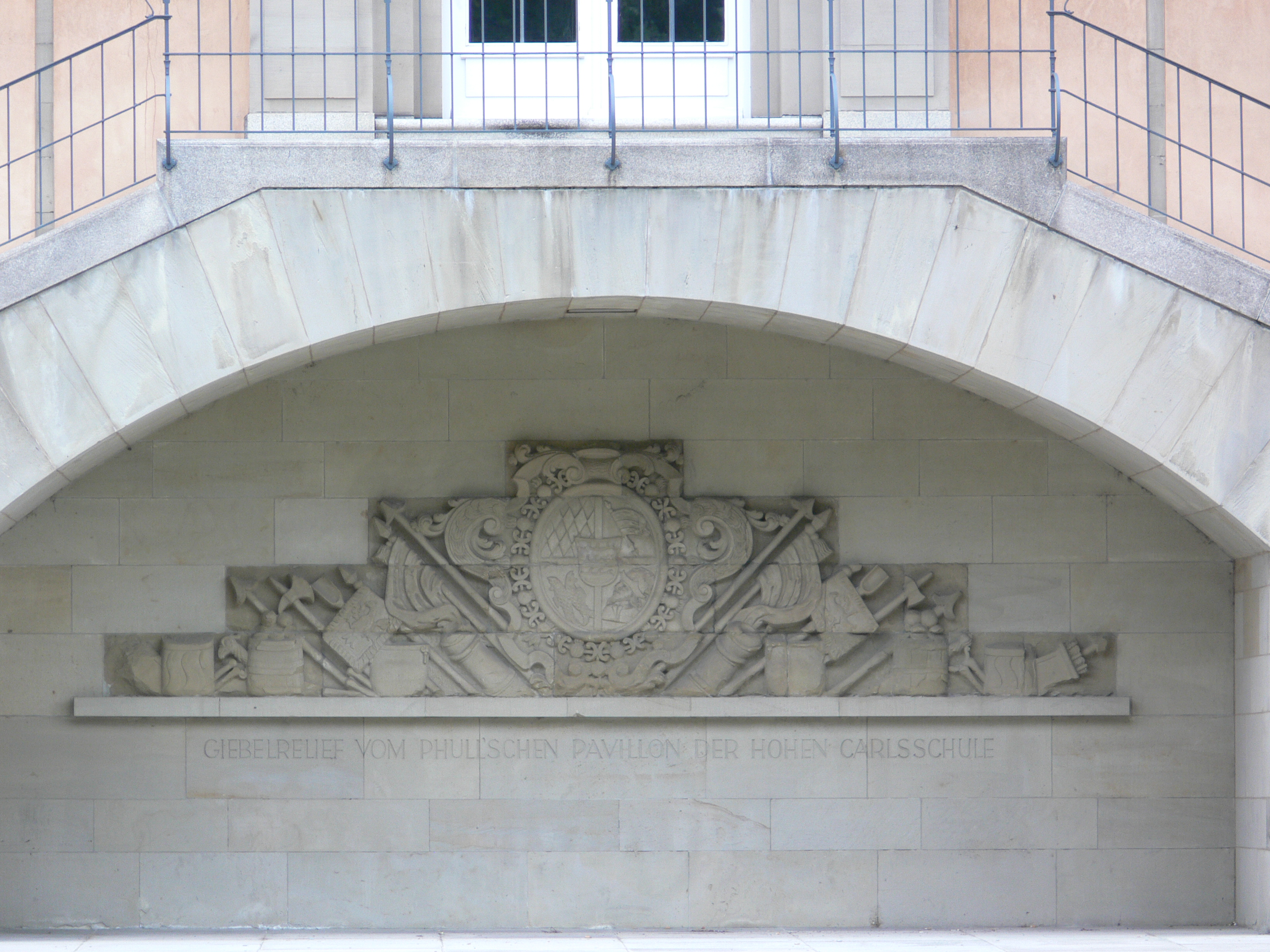
Giebelrelief vom Phull’schen Pavillon der Hohen Karlsschule Stuttgart, heute angebracht an der Rückseite des Neuen Schlosses in Stuttgart

Die Karlsschule (auch Carlsschule), 1770 bis 1775 auf der Solitude danach in Stuttgart und seit Dezember 1781 Hohe Karlsschule genannt, wurde 1770 von Herzog Carl Eugen als militärische Pflanzschule im herzoglichen Lustschloss Solitude bei Gerlingen (Württemberg) gegründet. Sie diente als Militärakademie, Kunstakademie und später als allgemeine Hochschule und war als Eliteschule für Söhne aus angesehenen württembergischen Familien gedacht, um sie in unbedingtem Gehorsam an den Hof zu binden und zur Führungselite heranzubilden. 1781 wurde sie von Kaiser Joseph II. zur Universität erhoben und Karls Hohe Schule genannt, aber nach dem Tod Herzog Carl Eugens von dessen Bruder und Nachfolger Ludwig Eugen 1794 aufgelöst.
Die Karlsschule, inzwischen Militärakademie (Karlsakademie), wurde von Herzog Carl 1775 vom Schloss Solitude nach Stuttgart verlegt und dort um eine medizinische Fakultät erweitert. Das hinter dem Neuen Schloss gelegene Schulgebäude, bis dahin eine Kaserne, wurde im Zweiten Weltkrieg größtenteils von Bomben zerstört und 1959 restlos abgerissen, um der Neubauschneise der B 14 zu weichen. Das Gebäude und seine Lage sind auf einer Gedenktafel neben dem Akademiebrunnen dargestellt. Der Name dieses (allerdings erst 1811 errichteten) Brunnens erinnert ebenso wie die Bezeichnung „Akademiegarten“ für das Areal noch an das verlorene Gebäude.
Berüchtigt war sie für ihre autoritären Erziehungsmethoden, die den Widerstand mancher Schüler provozierten. Für die Zöglinge herrschte Uniformzwang. Perücketragen war Vorschrift. Nach den überlieferten Dokumenten lässt sich für die Schüler auf Solitude folgender Tagesablauf rekonstruieren:

„Aufstehen sommers 5 Uhr, winters 6 Uhr, danach Musterung, Rapport, Frühstück, danach Unterricht 7–11 Uhr, 11–12 Uhr Montursäubern und Musterung durch den Herzog. 13 Uhr Mittagessen, anschließend abteilungsweiser Spaziergang in Gegenwart von Aufsehern und erneut Unterricht von 14–18 Uhr. An eine Erholungsstunde von 18–19 Uhr schlossen sich Musterung, Rapport und Abendessen um 19:30 Uhr an. Schlafengehen war für 21 Uhr anberaumt. An Sonntagen waren größere Spaziergänge unter Aufsicht von Offizieren möglich. Besuche der Angehörigen wurden ebenso selten gestattet wie Urlaub. Ferien gab es keine.“

Zu den Schülern der Karlsschule (bzw. Karlsakademie) zählten außer Friedrich Schiller und dessen Freund Friedrich von Hoven der Bildhauer Johann Heinrich Dannecker (der auch als Professor an der Karlsschule lehrte), der Maler Joseph Anton Koch und der Arzt und politische Publizist Johann Georg Kerner.
Weitere bekannte Schüler und Lehrer waren Ludwig Abeille, Johann Heinrich Ferdinand Autenrieth, Johann Michael Armbruster, Karl Wilhelm Marschall von Bieberstein, Ernst Franz Ludwig Marschall von Bieberstein, Friedrich August Marschall von Bieberstein, Antonio Boroni, Georges Cuvier, Friedrich Distelbarth, Johann Christoph Friedrich Haug, Gottlob Friedrich Haug, Ernst Häußler, Viktor Wilhelm Peter Heideloff, Friedrich Fürst von Hohenzollern-Hechingen, Carl Friedrich Kielmeyer, Karl Heinrich Köstlin, Johann Friedrich LeBret, Joseph Wilhelm Ludwig Mack, Adam Albert Graf von Neipperg, Philipp Christian von Normann-Ehrenfels, Karl August Friedrich von Phull, Jakob Friedrich Rösch, Philipp Jakob Scheffauer, Gottlieb Schick, Johann Baptist Seele, Johann Friedrich Stahl, Nikolaus Friedrich von Thouret, Christian Zais, Johann Rudolf Zumsteeg.
 Diese Liste berücksichtigt Persönlichkeiten der Karlsschule (1770 bis Dezember 1781) wie auch der Hohen Karlsschule (Dezember 1781 bis 1794).
„Von den 1496 Zöglingen, die die Akademie besuchten, haben 140 die militärische Laufbahn eingeschlagen. Verhältnismäßig sehr viele, man zählt allein 33 Generale, haben höhere und höchste Offiziersstellen in verschiedenen europäischen Staaten erlangt.“
Am 16. August 1852 starb in Baden-Baden Hauptmann Philipp Jakob Gaupp (* 30. April 1764 in „Lerach in der Schweiz“), Karlsschüler 1778–1783, als letzter der Schüler und letzter überlebender Offizier des Kapregiments.